# Pedro de Melo, o Púcaro
Pedro de Melo, o Púcaro (c. 1465 - depois de 1505), 1.º morgado de S. Paio, foi um fidalgo português da segunda metade do século XV, que ganhou a sua alcunha em virtude de um famoso incidente, relatado pelo cronista Garcia de Resende, em que o rei D. João II tomou a sua defesa. 

## Biografia
Era filho de Martim Afonso de Melo, 7.º senhor de Melo (c. 1412 - c. 1483), com D. Brites ou Beatriz de Sousa (c. 1431 - depois de 5 de outubro de 1484), filha de Pedro Gomes de Abreu (c. 1408 - 1453), senhor de Regalados, e de sua mulher, D. Aldonça de Sousa (nascida cerca de 1408, e filha de D. Lopo Dias de Sousa, 7.º mestre da Ordem de Cristo).
Ignora-se a data exata do seu nascimento, mas tendo sua irmã mais nova, D. Isabel de Melo, casado em 1494 com o 2.º visconde de Vila Nova de Cerveira, com geração, é provável que tenha nascido em data próxima dos meados da década de 1460.
Foi moço fidalgo em 1479 e, muito jovem, fez serviço militar em África; regressado a Portugal, foi vassalo da casa de D. João II. 
Exerceu o cargo de Alcaide-mor de Pinhel e foi também comendador-mor da Ordem de Aviz.
Instituiu o morgadio de S. Paio, na quinta homónima, situada no termo de Gouveia.
Sucedeu a sua avó paterna, Teresa Freire de Andrade (que era neta do 6.º mestre da Ordem de Cristo, D. Nuno Rodrigues Freire de Andrade), na quinta do Paço de Nespereira e respectivo morgadio. A quinta era também conhecida como "quinta do Paço do Infante", pois nela o futuro D. João I foi instruído pelo 6.º mestre da Ordem de Cristo, a quem o rei D. Pedro I confiara a educação do seu filho bastardo.
Pedro de Melo ficaria famoso por um incidente relatado por Garcia de Resende, na sua obra Vida e Feitos d’El-Rey Dom João Segundo.
De acordo com o cronista, sendo Pedro de Melo, "muito bom cavaleiro e muito desmanhoso", fidalgo da casa do rei, levou um dia, à mesa do soberano, água num púcaro. Mas, tremendo-lhe a mão, deixou cair o púcaro da salva, tendo-se a água espalhado pelo chão, o que levou os convivas da mesa do rei a reagir com risos. Mas D. João II logo cortou cerce essa reação, defendendo o seu vassalo, e lembrando o seu serviço militar, com as seguintes palavras:
De que vos rides? 
Nunca lhe cahio a lança da mão, ainda que lhe cahisse o pucaro
E Pedro de Melo, muito contente com a intervenção do rei a seu favor, logo lhe tornou a dar de beber. 

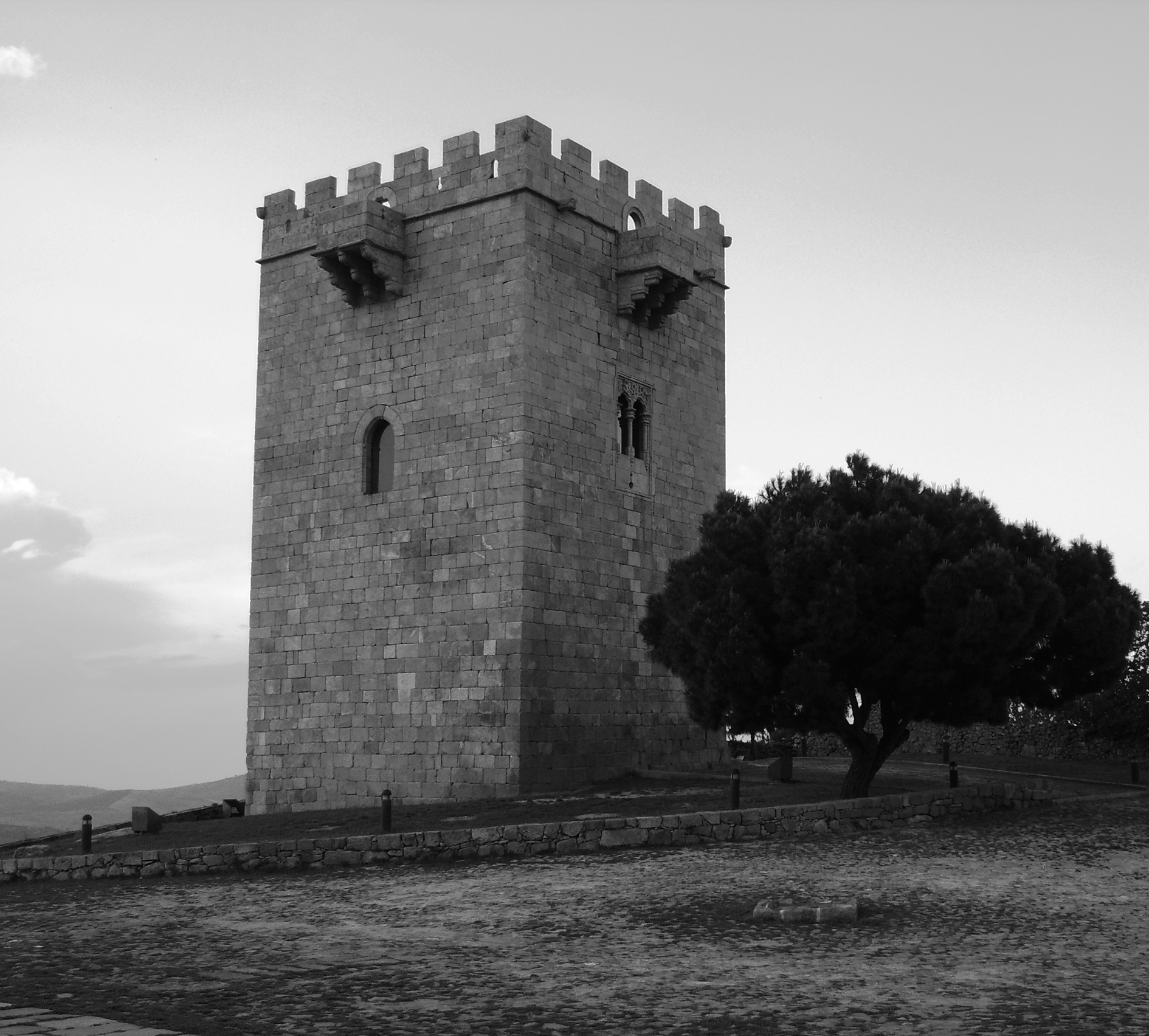
O Castelo de Pinhel, de que Pedro de Melo foi Alcaide-mor

## Casamentos e descendência
Casou duas vezes.
A primeira vez, c. 1499, com Ana de Gouveia, filha de Gil Afonso de Gouveia, "homem honrado da Beira"; com geração, uma filha, D. Ana de Melo, casada com Rui Freire de Andrade, da casa dos senhores de Sandomil.
Casou pela segunda vez, c. 1502, com D. Briolanja Pereira, nascida c. 1486, filha de Fernão Pinto, senhor da quinta (ou honra) de Real, comendador de Moimenta da Beira na Ordem de Cristo, e de sua mulher D. Isabel de Miranda de Berredo; neta paterna de Gonçalo Vaz Pinto, 2.º senhor de Ferreiros e Tendais, e de sua mulher D. Guiomar de Castro (filha dos 1ᵒˢ senhores de Gouveia do Tâmega e neta dos 1ᵒˢ condes de Atouguia); neta materna de D. Vasco Pereira, senhor de Fermedo e de sua mulher D. Isabel de Miranda.
Do 2.º casamento de Pedro de Melo, o Púcaro, foi filho sucessor Fernão de Melo, 2.º morgado de S. Paio (casado, c. 1530, com Francisca de Barbuda, nascida c. 1513, neta materna de D. Francisco de Almeida, 1.º vice-rei da Índia), cuja linha primogénita varonil de descendência se manteve até o século XVII, na pessoa do seu trineto, Fernão de Melo Soares, moço fidalgo da Casa Real em 1648 e chefe da varonia dos Melo, em Portugal.
Deste Fernão de Melo Soares foi filha herdeira D. Jacinta de Melo, casada com Lourenço de Melo Sampaio, da casa dos senhores de Ribalonga. Do  casamento houve geração, uma única filha, D. Josefa Antónia Maria Caetana de Melo (Trancoso, Póvoa do Concelho, bp. 08.10.1691), que casou duas vezes: a 1.ª vez com Nicolau Pereira Pinto da Fonseca, 7.º Morgado de São Nicolau de Alcongosta, com geração (são bisavós de Bento de Queiroz Pereira Pinto Serpe e Melo, 10.º morgado de Alcongosta, cuja descendência primogénita seguiria os apelidos Queiroz de Ataíde, e depois Ataíde Pinto Mascarenhas);  e a 2.ª vez com Francisco Banha de Sequeira Coutinho, comendador de Manteigas na Ordem de Cristo, com geração, que viria a seguir os apelidos Homem de Sampaio e Melo.

## Ascendência
|  |                                                                        |  |  |  |  |  |  |  |  |  |  |  |  |  |  |  |
|  | 16. Martim Afonso de Melo, 4.º senhor de Melo                          |  |  |  |  |  |  |  |  |  |  |  |  |  |  |  |
|  |                                                                        |  |  |  |  |  |  |  |  |  |  |  |  |  |  |  |
|  |                                                                        |  |  |  |  |  |  |  |  |  |  |  |  |  |  |  |
|  | 8. Martim Afonso de Melo, 5.º senhor de Melo                           |  |  |  |  |  |  |  |  |  |  |  |  |  |  |  |
|  |                                                                        |  |  |  |  |  |  |  |  |  |  |  |  |  |  |  |
|  |                                                                        |  |  |  |  |  |  |  |  |  |  |  |  |  |  |  |
|  | 17. Marinha Vasques ou Soares de Albergaria                            |  |  |  |  |  |  |  |  |  |  |  |  |  |  |  |
|  |                                                                        |  |  |  |  |  |  |  |  |  |  |  |  |  |  |  |
|  |                                                                        |  |  |  |  |  |  |  |  |  |  |  |  |  |  |  |
|  | 4. Estevão Soares de Melo, 6.º senhor de Melo                          |  |  |  |  |  |  |  |  |  |  |  |  |  |  |  |
|  |                                                                        |  |  |  |  |  |  |  |  |  |  |  |  |  |  |  |
|  |                                                                        |  |  |  |  |  |  |  |  |  |  |  |  |  |  |  |
|  | 18. Rui Lopes de Brito                                                 |  |  |  |  |  |  |  |  |  |  |  |  |  |  |  |
|  |                                                                        |  |  |  |  |  |  |  |  |  |  |  |  |  |  |  |
|  |                                                                        |  |  |  |  |  |  |  |  |  |  |  |  |  |  |  |
|  | 9. Inês Lopes de Brito                                                 |  |  |  |  |  |  |  |  |  |  |  |  |  |  |  |
|  |                                                                        |  |  |  |  |  |  |  |  |  |  |  |  |  |  |  |
|  |                                                                        |  |  |  |  |  |  |  |  |  |  |  |  |  |  |  |
|  | 19. ?                                                                  |  |  |  |  |  |  |  |  |  |  |  |  |  |  |  |
|  |                                                                        |  |  |  |  |  |  |  |  |  |  |  |  |  |  |  |
|  |                                                                        |  |  |  |  |  |  |  |  |  |  |  |  |  |  |  |
|  | 2. Martim Afonso de Melo, 7.º senhor de Melo                           |  |  |  |  |  |  |  |  |  |  |  |  |  |  |  |
|  |                                                                        |  |  |  |  |  |  |  |  |  |  |  |  |  |  |  |
|  |                                                                        |  |  |  |  |  |  |  |  |  |  |  |  |  |  |  |
|  | 20. D. Nuno Rodrigues Freire de Andrade, 6.º Mestre da Ordem de Cristo |  |  |  |  |  |  |  |  |  |  |  |  |  |  |  |
|  |                                                                        |  |  |  |  |  |  |  |  |  |  |  |  |  |  |  |
|  |                                                                        |  |  |  |  |  |  |  |  |  |  |  |  |  |  |  |
|  | 10. Rui Freire de Andrade, comendador-mor da Ordem de Santiago         |  |  |  |  |  |  |  |  |  |  |  |  |  |  |  |
|  |                                                                        |  |  |  |  |  |  |  |  |  |  |  |  |  |  |  |
|  |                                                                        |  |  |  |  |  |  |  |  |  |  |  |  |  |  |  |
|  | 21. Clara Martins                                                      |  |  |  |  |  |  |  |  |  |  |  |  |  |  |  |
|  |                                                                        |  |  |  |  |  |  |  |  |  |  |  |  |  |  |  |
|  |                                                                        |  |  |  |  |  |  |  |  |  |  |  |  |  |  |  |
|  | 5. Teresa Freire de Andrade (herdeira da quinta do Paço do Infante)    |  |  |  |  |  |  |  |  |  |  |  |  |  |  |  |
|  |                                                                        |  |  |  |  |  |  |  |  |  |  |  |  |  |  |  |
|  |                                                                        |  |  |  |  |  |  |  |  |  |  |  |  |  |  |  |
|  | 22. Pedro Novais                                                       |  |  |  |  |  |  |  |  |  |  |  |  |  |  |  |
|  |                                                                        |  |  |  |  |  |  |  |  |  |  |  |  |  |  |  |
|  |                                                                        |  |  |  |  |  |  |  |  |  |  |  |  |  |  |  |
|  | 11. Aldonça de Novais                                                  |  |  |  |  |  |  |  |  |  |  |  |  |  |  |  |
|  |                                                                        |  |  |  |  |  |  |  |  |  |  |  |  |  |  |  |
|  |                                                                        |  |  |  |  |  |  |  |  |  |  |  |  |  |  |  |
|  | 23. Maria Fernandes de Meira                                           |  |  |  |  |  |  |  |  |  |  |  |  |  |  |  |
|  |                                                                        |  |  |  |  |  |  |  |  |  |  |  |  |  |  |  |
|  |                                                                        |  |  |  |  |  |  |  |  |  |  |  |  |  |  |  |
|  | 1. Pedro de Melo, o Púcaro                                             |  |  |  |  |  |  |  |  |  |  |  |  |  |  |  |
|  |                                                                        |  |  |  |  |  |  |  |  |  |  |  |  |  |  |  |
|  |                                                                        |  |  |  |  |  |  |  |  |  |  |  |  |  |  |  |
|  | 24. Vasco Gomes de Abreu, senhor de Valadares                          |  |  |  |  |  |  |  |  |  |  |  |  |  |  |  |
|  |                                                                        |  |  |  |  |  |  |  |  |  |  |  |  |  |  |  |
|  |                                                                        |  |  |  |  |  |  |  |  |  |  |  |  |  |  |  |
|  | 12. Diogo Gomes de Abreu, 2.º senhor de Regalados                      |  |  |  |  |  |  |  |  |  |  |  |  |  |  |  |
|  |                                                                        |  |  |  |  |  |  |  |  |  |  |  |  |  |  |  |
|  |                                                                        |  |  |  |  |  |  |  |  |  |  |  |  |  |  |  |
|  | 25. Maria de Portocarrero                                              |  |  |  |  |  |  |  |  |  |  |  |  |  |  |  |
|  |                                                                        |  |  |  |  |  |  |  |  |  |  |  |  |  |  |  |
|  |                                                                        |  |  |  |  |  |  |  |  |  |  |  |  |  |  |  |
|  | 6. Pedro Gomes de Abreu, 3.º senhor de Regalados                       |  |  |  |  |  |  |  |  |  |  |  |  |  |  |  |
|  |                                                                        |  |  |  |  |  |  |  |  |  |  |  |  |  |  |  |
|  |                                                                        |  |  |  |  |  |  |  |  |  |  |  |  |  |  |  |
|  | 26. Nuno Viegas, 1.º senhor de Regalados                               |  |  |  |  |  |  |  |  |  |  |  |  |  |  |  |
|  |                                                                        |  |  |  |  |  |  |  |  |  |  |  |  |  |  |  |
|  |                                                                        |  |  |  |  |  |  |  |  |  |  |  |  |  |  |  |
|  | 13. Leonor Viegas do Rego                                              |  |  |  |  |  |  |  |  |  |  |  |  |  |  |  |
|  |                                                                        |  |  |  |  |  |  |  |  |  |  |  |  |  |  |  |
|  |                                                                        |  |  |  |  |  |  |  |  |  |  |  |  |  |  |  |
|  | 27. Inês Dias do Rego                                                  |  |  |  |  |  |  |  |  |  |  |  |  |  |  |  |
|  |                                                                        |  |  |  |  |  |  |  |  |  |  |  |  |  |  |  |
|  |                                                                        |  |  |  |  |  |  |  |  |  |  |  |  |  |  |  |
|  | 3. Brites de Sousa                                                     |  |  |  |  |  |  |  |  |  |  |  |  |  |  |  |
|  |                                                                        |  |  |  |  |  |  |  |  |  |  |  |  |  |  |  |
|  |                                                                        |  |  |  |  |  |  |  |  |  |  |  |  |  |  |  |
|  | 28. D. Álvaro Dias de Sousa, senhor de Mafra                           |  |  |  |  |  |  |  |  |  |  |  |  |  |  |  |
|  |                                                                        |  |  |  |  |  |  |  |  |  |  |  |  |  |  |  |
|  |                                                                        |  |  |  |  |  |  |  |  |  |  |  |  |  |  |  |
|  | 14. D. Lopo Dias de Sousa, 7.º Mestre da Ordem de Cristo               |  |  |  |  |  |  |  |  |  |  |  |  |  |  |  |
|  |                                                                        |  |  |  |  |  |  |  |  |  |  |  |  |  |  |  |
|  |                                                                        |  |  |  |  |  |  |  |  |  |  |  |  |  |  |  |
|  | 29. D. Maria Teles (irmã de D. Leonor Teles)                           |  |  |  |  |  |  |  |  |  |  |  |  |  |  |  |
|  |                                                                        |  |  |  |  |  |  |  |  |  |  |  |  |  |  |  |
|  |                                                                        |  |  |  |  |  |  |  |  |  |  |  |  |  |  |  |
|  | 7. Aldonça de Sousa                                                    |  |  |  |  |  |  |  |  |  |  |  |  |  |  |  |
|  |                                                                        |  |  |  |  |  |  |  |  |  |  |  |  |  |  |  |
|  |                                                                        |  |  |  |  |  |  |  |  |  |  |  |  |  |  |  |
|  | 30. Gonçalo Ribeiro                                                    |  |  |  |  |  |  |  |  |  |  |  |  |  |  |  |
|  |                                                                        |  |  |  |  |  |  |  |  |  |  |  |  |  |  |  |
|  |                                                                        |  |  |  |  |  |  |  |  |  |  |  |  |  |  |  |
|  | 15. Maria Ribeiro                                                      |  |  |  |  |  |  |  |  |  |  |  |  |  |  |  |
|  |                                                                        |  |  |  |  |  |  |  |  |  |  |  |  |  |  |  |
|  |                                                                        |  |  |  |  |  |  |  |  |  |  |  |  |  |  |  |
|  | 31. ?                                                                  |  |  |  |  |  |  |  |  |  |  |  |  |  |  |  |
|  |                                                                        |  |  |  |  |  |  |  |  |  |  |  |  |  |  |  |
|  |                                                                        |  |  |  |  |  |  |  |  |  |  |  |  |  |  |  |